# 2020年密苏里州第二号宪法修正案
2020年密苏里州第二号宪法修正案（又称医疗补助扩展提案）是旨在依据《平价医疗法案》扩大医疗补助范围的公投。提案于2020年8月4日随初选一并投票，以53.27%支持率获通过。在其他州扩大医疗补助成功后，内布拉斯加和犹他两州的共和党立法者在方案中附加了工作要求。为防止类似做法，支持者改以修宪方式推动密苏里州扩大医疗补助。反对方一度提起诉讼，试图阻止提案进入投票程序，最终法院裁定提案合法。城市地区多数支持，农村地区普遍反对。因州议会未拨款，实施一度推迟并引发诉讼。该计划最终于2021年10月开始执行，但进展缓慢。此后，共和党立法者试图通过另一项州宪法修正案撤销计划并附加工作要求，因遭联邦最高法院否决而未能成行。

## 背景
《平价医疗法案》于2010年通过，最初要求各州扩大医疗补助范围，否则将失去联邦资金支持。但在“全国独立企业联盟诉西贝利厄斯案”中，联邦最高法院裁定此举违宪。此后，有19个州选择不按该法案扩大医疗补助。
2010年代后期，“公平项目”在多个州支持通过公投方式扩大《平价医疗法案》下的医疗补助，尤其是在共和党领导下不愿推进扩大医疗补助的州。在其支持下，缅因州的医疗补助扩展提案于2017年获得通过。2018年，该组织又成功协助保守的内布拉斯加、犹他和爱达荷三州通过了类似公投。上述提案通过后，内布拉斯加州和犹他州议会为其医疗补助项目加入了工作要求，尽管原公投并未涉及此类条款。在尚未扩展医疗补助的州，支持者开始推动通过宪法修正案来实施扩展。由于宪法修正案一旦通过，如要更改必须再次举行全州公投，因此该做法可有效阻止州议会日后加入类似的工作限制。在密苏里州推动医疗补助扩展的宪法修正案请愿获得约34.6万个签名后，州长迈克·帕森决定将该提案提前至8月初选而非11月大选时表决。
保守派组织“密苏里团结联盟”和“美国繁荣组织”密苏里分部提起诉讼，试图阻止医疗补助扩展提案进入投票阶段，理由是该提案违反了宪法中关于公投提案在涉及拨款时必须注明资金来源的规定。科尔县巡回法院裁定提案合法，认为提案本身未涉及拨款，也未改变州议会的拨款程序。这两家组织随后上诉，并补充主张该提案违反了州宪法关于公投请愿书必须包含完整提案文本的要求。2020年6月8日，密苏里州西区上诉法院一致裁定维持原判，允许该提案付诸投票。

## 内容
选票上出现的修正案如下：
您是否想按如下方式修改密苏里州宪法：
- 按照《平价医疗法案》的规定，对收入水平等于或低于联邦贫困线133%的19至64岁人群实施医疗补助扩展计划；
- 禁止对医疗补助扩展计划覆盖人员实施比任何其他符合医疗补助资格人群更高或额外的资格要求或准入标准、方法或程序要求；
- 要求州政府机构采取一切必要行动，最大限度地提高联邦财政参与医疗补助扩展计划下的医疗援助资金？

该州实施指定医疗补助扩展的最后期限为2021年7月1日。

## 拉票活动
该提案由“支持2号”（YES on 2）组织发起宣传，获密苏里商会、密苏里医院协会、全国有色人种协进会、美国退休人员协会、美国劳工联合会和产业工会联合会以及圣路易斯天主教慈善机构等团体支持。“支持2号”在宣传中很少提及在密苏里不受欢迎的《平价医疗法案》，部分材料甚至避用“医疗补助扩展”一词。支持者则强调，提案通过后农村医院将获得联邦资金，有助于避免更多医院关闭。自2014年以来，密苏里州已有15家医院歇业。支持者还指出，大多数医院关停发生在未扩展医疗补助的州。
“八月反对2号”（“No on 2 in August”）组织则反对这项倡议。州长帕森等共和党政客也反对该倡议，称州财政难以负担扩展所需费用。其他反对该倡议的团体包括密苏里州生命权组织、密苏里州农业局和美国繁荣组织。密苏里州众议院预算主席科迪·史密斯指出，当时医疗补助已占州预算四成，州政府亟须平衡收支，扩展所需资金只能从教育等其他项目中调剂。投票前，“八月反对2号”组织通过邮寄宣传材料，暗示无证移民将涌入密苏里申请医疗补助，尽管他们并不具备资格。
民主党人指责州长帕森将投票安排在8月份初选时进行，而非设在投票率更高的11月份大选，意图阻止提案的通过。帕森对此回应称他这样做的目的是为了让州政府尽早了解是否需要考虑新增预算开支，以应对提案可能通过的情况。

## 投票结果
该提案以约53%的得票率获得通过。支持票主要集中在哥伦比亚、堪萨斯城、圣路易斯和斯普林菲尔德等城市地区，而农村地区的保守选民则投票反对该提案，其中包括存在大量无保险居民的县。该修正案被视为医疗补助扩展广受支持的一个例证，其通过时间仅在俄克拉荷马州类似公投通过的几周之后。
| 選項   | 票數      | %      |
| ------ | --------- | ------ |
| 支持   | 676,687   | 53.27  |
| 反對   | 593,491   | 46.73  |
| 總票數 | 1,270,178 | 100.00 |

## 后续
该法案通过后的第二年，众议院预算委员会的议员投票反对为这一扩展项目提供资金。预算案通过后，帕森州长宣布该州将无法在7月1日的截止日期前实施医疗补助扩展计划。该州随后因不遵守该提案的投票结果而被起诉。该提案本身被科尔县巡回法院法官裁定违宪，随后上诉至密苏里州最高法院。最高法院以7比0的投票结果推翻了下级法院的裁决，要求该州实施扩展计划。
医疗补助扩展计划登记开始于2021年10月，密苏里州为第38个加入的州。扩展计划实施进展缓慢，首月仅有7%新符合资格的密苏里州居民完成登记，而爱达荷州和蒙大拿州同期登记率约为50%。密苏里州在医疗补助扩展方面的宣传推广力度也远低于俄克拉荷马州等其他州。该州处理申请的速度也很缓慢，在2022年初平均需要70天才能完成，尽管联邦法律规定其等待时间不得超过45天。
共和党立法者2022年提出了一项宪法修正案，拟赋予州议会决定医疗补助扩展资金数额的权力，并加入工作要求。他们声称医补扩展提案通过后导致州医疗补助预算激增，财政难以为继。同年4月，美国联邦最高法院拒绝受理阿肯色州和新罕布什尔州就其在2010年代末、获特朗普政府批准后实施的工作要求被裁定无效所提出的上诉，理由是在拜登政府已不再批准此类要求的情况下该案已无实际意义。随后，共和党人放弃了该修正案提案。共和党立法者次年再度提议将未来州宪法修正案通过门槛提高至60%，以增加修宪难度。但该提案及其类似提案在当年议会会期结束前均未能在州参议院通过。